# Liste der Baudenkmäler in Werl
Die Liste der Baudenkmäler in Werl enthält die denkmalgeschützten Bauwerke auf dem Gebiet der Stadt Werl im Kreis Soest in Nordrhein-Westfalen (Stand: November 2019). Diese Baudenkmäler sind in der Denkmalliste der Stadt Werl eingetragen; Grundlage für die Aufnahme ist das Denkmalschutzgesetz Nordrhein-Westfalen (DSchG NRW).

| Bild                                           | Bezeichnung                                                         | Lage                                                                | Beschreibung | Bauzeit                                    | Eingetragen seit | Denkmal- nummer |
| ---------------------------------------------- | ------------------------------------------------------------------- | ------------------------------------------------------------------- | --- | ------------------------------------------ | ---------------- | --------------- |
| BW                                             | Alte Küsterei Westönnen                                             | Westönnen Walbkestraße 1 Karte                                      | |                                            |                  | 1               |
| Alte Schule Büderich                           | Alte Schule Büderich                                                | Westbüderich An der Kirche 3 a Karte                                | |                                            |                  | 2               |
| weitere Bilder                                 | Alte Vikarie Westönnen                                              | Westönnen Westönner Kirchstraße 14 Karte                            | |                                            |                  | 3               |
| Alte Walburgisschule                           | Alte Walburgisschule                                                | Werl Kirchplatz 5 Karte                                             | |                                            |                  | 4               |
| weitere Bilder                                 | Alte Wallfahrtskirche                                               | Werl Walburgisstraße 39 Karte                                       | |                                            |                  | 5               |
| weitere Bilder                                 | Musikschule, Altes Rathaus                                          | Werl Marktstraße 18 Karte                                           | Das alte Rathaus ist ein nördlich abgewalmter, giebelständiger Putzbau von sieben Achsen. Es wurde um 1500, wohl unter Verwendung älterer Bausubstanz, errichtet. Um 1840, zum Ende des 19. Jahrhunderts und 1961 wurde es durchgreifend umgebaut. An der Südseite ist eine spätgotische Nische mit einem Grünsandsteinrahmen eingelassen. | um 1500                                    |                  | 6               |
| weitere Bilder                                 | Haus Rykenberg                                                      | Werl Am Rykenberg 1 Karte                                           | Die ältesten Teile dieses alten Burgmannshauses stammen aus dem 14. Jahrhundert. Ursprünglich lebte hier die Familie von dem Rykenberge, Erbauer des Hauses war Arnold von dem Rykenberg. Dessen Nachfahre Dietrich konnte das Haus nicht halten, es ging danach in den Besitz verschiedener Erbsälzerfamilien über. Um 1960 kaufte die Stadt Werl das Gebäude und sanierte es umfangreich. Heute ist in den Räumen das Städtische Museum Am Rykenberg - Wendelin-Leidinger-Haus untergebracht. |                                            |                  | 7               |
| BW                                             | Am Rykenberg 2                                                      | Werl Am Rykenberg 2 Karte                                           | |                                            |                  | 8               |
| weitere Bilder                                 | An der Kirche 1                                                     | Westbüderich An der Kirche 1 Karte                                  | |                                            |                  | 9               |
| An der Kirche 3                                | An der Kirche 3                                                     | Westbüderich An der Kirche 3 Karte                                  | |                                            |                  | 10              |
| Fachwerkhaus                                   | Fachwerkhaus                                                        | Westbüderich An der Kirche 5 Karte                                  | |                                            |                  | 11              |
| weitere Bilder                                 | Hellweger Hof                                                       | Werl Bäckerstraße 7 Karte                                           | |                                            |                  | 12              |
| Bäckerstraße 9                                 | Bäckerstraße 9                                                      | Werl Bäckerstraße 9 Karte                                           | |                                            |                  | 13              |
| Bäckerstraße 13                                | Bäckerstraße 13                                                     | Werl Bäckerstraße 13 Karte                                          | |                                            |                  | 14              |
| Zur alten Schmiede                             | Zur alten Schmiede                                                  | Werl Bäckerstraße 14 Karte                                          | |                                            |                  | 15              |
| weitere Bilder                                 | Heimathaus Zum Backofen                                             | Werl Bäckerstraße 15 Karte                                          | |                                            |                  | 16              |
| Dienstwohnhäuser der JVA                       | Dienstwohnhäuser der JVA                                            | Werl Langenwiedenweg 48–54, Plaschkestraße 1–21, Bergweg 2–12 Karte | |                                            |                  | 17              |
| Begräbnisstätte Müller/Ostermann               | Begräbnisstätte Müller/Ostermann                                    | Werl Parkfriedhof Werl, Abt. VIII/155 Karte                         | Die Grabstätte Müller-Ostermann wurde nach Plänen des Düsseldorfer Architekten Martin Reinhard im Stil des Historismus errichtet. Fritz Müller war von 1911 bis 1923 Bürgermeister von Werl. | 1914                                       | 1. April 1996    | 20              |
| weitere Bilder                                 | Wohn- und Speichergebäude Buntekuhstraße 11/13                      | Werl Buntekuhstraße 11/13 Karte                                     | |                                            |                  | 21              |
| Brandsunner Weg 1                              | Brandsunner Weg 1                                                   | Sönnern Brandsunner Weg 1 Karte                                     | |                                            |                  | 22              |
| BW                                             | Breite Straße 15                                                    | Westönnen Breite Straße 15 Karte                                    | |                                            |                  | 23              |
| BW                                             | Breite Straße 17                                                    | Westönnen Breite Straße 17 Karte                                    | |                                            |                  | 24              |
| BW                                             | Büdericher Bundesstraße 64                                          | Ostbüderich Büdericher Bundesstraße 64 Karte                        | |                                            |                  | 25              |
| Büdericher Hellweg 5                           | Büdericher Hellweg 5                                                | Westbüderich Büdericher Hellweg 5 Karte                             | |                                            |                  | 26              |
| Buntekuhstraße 7                               | Buntekuhstraße 7                                                    | Werl Buntekuhstraße 7 Karte                                         | |                                            |                  | 27              |
| weitere Bilder                                 | Buntekuhstraße 10                                                   | Werl Buntekuhstraße 10 Karte                                        | |                                            |                  | 28              |
| weitere Bilder                                 | Buntekuhstraße 12                                                   | Werl Buntekuhstraße 12 Karte                                        | |                                            |                  | 29              |
| weitere Bilder                                 | Ehrenmal                                                            | Westbüderich Budberger Straße/In der Linde/Kunibertstraße Karte     | |                                            |                  | 30              |
| Ehrenmal                                       | Ehrenmal                                                            | Sönnern Antoniusstraße Karte                                        | |                                            |                  | 31              |
| BW                                             | Ehrenmal                                                            | Hilbeck Werler Straße Karte                                         | |                                            |                  | 32              |
| Ehrenmal                                       | Ehrenmal                                                            | Westönnen Breite Straße/Menzestraße Karte                           | |                                            |                  | 33              |
| Gefallenen-Ehrenmal 1914/18                    | Gefallenen-Ehrenmal 1914/18                                         | Werl Parkfriedhof Werl, Abt. VIII/- Karte                           | Michaelsdenkmal, gestiftet durch den damaligen Krieger- und Landwehrverein, errichtet 1930/31, geschaffen von dem Werler Bildhauer August Wäscher. Einweihung des Ehrenmals am 5. Mai 1931. | 1930/31                                    |                  | 34              |
| Grabstätte Alterauge                           | Grabstätte Alterauge                                                | Werl Parkfriedhof Werl, Abt. VII/- Karte                            | Grabgrotte aus Lavagestein mit Pieta und Libanonzeder (ND). Sie erinnert an die Priester Bernhard Alterauge (1802-1882), dem 1. Werler Ehrenbürger und seinen Neffen Gustav Alterauge (1829-1895), den 1. Probst Werls. |                                            |                  | 35              |
| Grabstätte Johannes Spieker                    | Grabstätte Johannes Spieker                                         | Werl Parkfriedhof Werl, Abt. VIII/69 Karte                          | Grabkapelle für den Schuldirektor Prof. Johannes Spieker, Gründer und Leiter des Marien-Gymnasiums. | 1916                                       |                  | 36              |
| BW                                             | Wohnhaus Grachtweg 6                                                | Hilbeck Grachtweg 6 Karte                                           | |                                            |                  | 37              |
| BW                                             | Grünsandsteinmauer                                                  | Werl Kletterpoth 6 Karte                                            | |                                            |                  | 38              |
| Hammer Straße 38                               | Hammer Straße 38                                                    | Werl Hammer Straße 38 Karte                                         | |                                            |                  | 39              |
| Hammer Straße 57                               | Hammer Straße 57                                                    | Werl Hammer Straße 57 Karte                                         | |                                            |                  | 40              |
| weitere Bilder                                 | Haus Borg Budberg                                                   | Budberg Haus Borg Karte                                             | |                                            |                  | 41              |
| weitere Bilder                                 | Haus Hilbeck                                                        | Hilbeck Allener Straße 8+8a und 10a-10d Karte                       | |                                            |                  | 42              |
| weitere Bilder                                 | Haus Koeningen                                                      | Werl Koeningener Weg                                                | Das umgräftete Herrenhaus wurde 1348 als Kölnisches Lehen urkundlich erwähnt. Das verputzte Fachwerk ist zum Teil verschiefert Das Dachgeschoss mit Mansarddach wurde 1923 aufgesetzt. Nördlich der Gräfte steht eine Kapelle mit eingezogenem Chor, sie wurde 1698 in Grünsandstein errichtet. Die Wände sind durch Kleeblattfenster gegliedert, auf dem Walmdach sitzt ein Dachreiter. Der Bau ist durch ein Wappenportal erschlossen. Der flachgedeckte Innenraum beherbergt ein Altarretabel mit der Darstellung der Anbetung der drei Könige. | urkundliche Erwähnung 1348                 |                  | 43              |
| weitere Bilder                                 | Haus Lohe                                                           | Westönnen Haus Lohe 1 Karte                                         | Das neugotische Herrenhaus in unregelmäßiger Ausführung wurde in mehreren Bauabschnitten errichtet. Der Kernbau zu sieben Achsen ist verputzt, die westliche Erweiterung ist steinsichtig. Die Anlage ist umgräftet. Die frühe Baugeschichte ist ungeklärt, eine urkundliche Erwähnung als Besitz des Kölner Cäcilienordens ist für 1282 überliefert. Nach einer Bezeichnung wurde das Kerngebäude 1790 anstelle eines Vorgängerbaues errichtet. Vinzens Statz fertigte die Pläne für den bau des Westtraktes 1854. Der Turm ist quadratisch und die Kapelle nach Süden ausgerichtet. Adolf Kessemeier gestaltete 1885 den Altbau neugotisch. Im Inneren sind die von Statz geplanten Decken- und Wandverkleidungen erhalten. Die Ausstattung der Kapelle stammt aus der Bauzeit, die Farbfenster fertigte Adolphe Napoleon Didron 1857 an. Die Rentei steht im südöstlichen Wirtschaftshof, sie wurde im 18. Jahrhundert in Fachwerk mit Fächerrosetten errichtet, die Rückseite ist verschiefert.                                                                    | ungeklärt                                  |                  | 44              |
| weitere Bilder                                 | Haus Lohe Wirtschaftshof und Wohngebäude                            | Westönnen Haus Lohe 2 Karte                                         | |                                            |                  | 45              |
| Haus Westrich                                  | Haus Westrich                                                       | Westbüderich In der Linde 1 Karte                                   | |                                            |                  | 46              |
| BW                                             | Haustür am Hause Mehlerstr. 3                                       | Werl Mehlerstraße 3 Karte                                           | |                                            |                  | 47              |
| BW                                             | Villa                                                               | Werl Hedwig-Dransfeld-Straße 25 Karte                               | |                                            |                  | 48              |
| Wohnhaus                                       | Wohnhaus                                                            | Werl Hedwig-Dransfeld-Straße 26 Karte                               | |                                            |                  | 49              |
| Wohnhaus                                       | Wohnhaus                                                            | Werl Hedwig-Dransfeld-Straße 28 Karte                               | |                                            |                  | 50              |
| Wohnhaus                                       | Wohnhaus                                                            | Werl Hedwig-Dransfeld-Straße 30 Karte                               | |                                            |                  | 51              |
| Wohnhaus                                       | Wohnhaus                                                            | Werl Hedwig-Dransfeld-Straße 32 Karte                               | |                                            |                  | 52              |
| Wohnhaus                                       | Wohnhaus                                                            | Werl Hedwig-Dransfeld-Straße 33 Karte                               | |                                            |                  | 53              |
| Heiligenhäuschen                               | Heiligenhäuschen                                                    | Werl Brandisstraße Karte                                            | |                                            |                  | 54              |
| Heiligenhäuschen                               | Heiligenhäuschen                                                    | Westönnen Mawicker Weg 1 Karte                                      | |                                            |                  | 55              |
| BW                                             | Heiligenhäuschen                                                    | Westönnen Breite Straße/Ecke Westönner Hellweg Karte                | |                                            |                  | 56              |
| Heiligenhaus (II. Proz.-Station)               | Heiligenhaus (II. Proz.-Station)                                    | Westönnen Bruchstraße 2 Karte                                       | |                                            |                  | 57              |
| Heiligenhäuschen                               | Heiligenhäuschen                                                    | Westbüderich Budberger Straße Karte                                 | |                                            |                  | 58              |
| Heiligenhaus                                   | Heiligenhaus                                                        | Westbüderich Büdericher Hellweg (Schanze) Karte                     | |                                            |                  | 59              |
| Heiligenhäuschen                               | Heiligenhäuschen                                                    | Westönnen Weg nach Haus Lohe Karte                                  | |                                            |                  | 60              |
| BW                                             | Heiligenhäuschen                                                    | Ostbüderich Im Felde Karte                                          | |                                            |                  | 61              |
| Heiligenhäuschen                               | Heiligenhäuschen                                                    | Holtum In der Boke/Alter Hellweg Karte                              | |                                            |                  | 62              |
| BW                                             | Heiligenhäuschen                                                    | Werl Kurfürstenring/Steinerbrücke Karte                             | |                                            |                  | 64              |
| Heiligenhäuschen                               | Heiligenhäuschen                                                    | Werl Brandisstraße/Langenwiedenweg Karte                            | Das Heiligenhäuschen steht auf einer Straßeninsel und diente früher als 11. Station des Kreuzweges. Im Zweiten Weltkrieg nahm es starken Schaden, das im Innenraum befindliche Relief wurde total zerstört. Um das Häuschen vor endgültigem Verfall zu retten, wurde das Dach mit Traufengesims und die Decke im Innenraum erneuert. Die Giebelwand wurde mit dem rückwärtigen Mauerwerk verankert, der Bereich der Grundmauern isoliert und die Wasserführung verbessert. Die Stifterplatte wurde konserviert. | 1746                                       |                  | 65              |
| weitere Bilder                                 | Heiligenhaus (Kreuzwegstation) IX                                   | Werl Lüenbrink Karte                                                | |                                            |                  | 66              |
| Heiligenhaus                                   | Heiligenhaus                                                        | Westönnen Mawicker Weg Karte                                        | | 1750?                                      |                  | 67              |
| BW                                             | Heiligenhäuschen                                                    | Werl Neheimer Straße Karte                                          | |                                            |                  | 68              |
| BW                                             | Heiligenhäuschen                                                    | Westönnen Oststraße 18 Karte                                        | |                                            |                  | 69              |
| weitere Bilder                                 | Heiligenhaus St. Michael                                            | Werl Hammer Straße Karte                                            | |                                            |                  | 70              |
| BW                                             | Heiligenhäuschen                                                    | Westbüderich Vitusgasse Karte                                       | |                                            |                  | 71              |
| BW                                             | Heiligenhaus                                                        | Westönnen Weststraße Karte                                          | |                                            |                  | 72              |
| Heiligenhaus                                   | Heiligenhaus                                                        | Oberbergstraße Zwischen den Kämpen/Auf der Hofestatt Karte          | |                                            |                  | 73              |
| BW                                             | Henkerstraße 9                                                      | Holtum Henkerstraße 9 Karte                                         | |                                            |                  | 74              |
| BW                                             | Kapelle Hof Flerke                                                  | Werl Hof Flerke 1 Karte                                             | Die Hofkapelle steht am Rand einer zum Ende des 12. Jahrhunderts erstmals erwähnten Hofanlage, die umgräftet war. Das Gebäude ist in Backstein errichtet, es besitzt einen dreiseitig geschlossenen Chor, sowie einen Dachreiter. Das Baujahr ist in einer Bezeichnung im Portalsturz erhalten. Die beiden montierten Flügel eines Schnitzaltares aus der Zeit um 1500. Der Altar stand zuvor vermutlich in der Propsteikirche, er ist barock mit Säulen und Voluten gerahmt. Die Reliefs zeigen Szenen aus der Passion Christi, sie sind mit Schleierwerk geschmückt. Die Rückseiten der Flügel zeigen Gemälde mit Darstellungen aus dem Leben der Maria. Zwei Heiligenfiguren, die wohl zum Altar gehörten sind ausgelagert und werden an einem anderen Ort verwahrt. Ein geschnitzter Hausaltar aus der ersten Hälfte des 17. Jahrhunderts steht an der westlichen Wand. | 1852                                       |                  | 75              |
| BW                                             | Holtumer Bundesstraße 11                                            | Holtum Holtumer Bundesstraße 11 Karte                               | |                                            |                  | 76              |
| Holtumer Bundesstraße 46                       | Holtumer Bundesstraße 46                                            | Holtum Holtumer Bundesstraße 46 Karte                               | |                                            |                  | 77              |
| BW                                             | Holtumer Salzweg 2                                                  | Holtum Holtumer Salzweg 2 Karte                                     | |                                            |                  | 78              |
| Im Oberdorf 5                                  | Im Oberdorf 5                                                       | Hilbeck Im Oberdorf 5 Karte                                         | |                                            |                  | 79              |
| BW                                             | In Westhilbeck 9                                                    | Hilbeck In Westhilbeck 9 Karte                                      | |                                            |                  | 80              |
| Jägerstraße 3                                  | Jägerstraße 3                                                       | Werl Jägerstraße 3 Karte                                            | |                                            |                  | 81              |
| weitere Bilder                                 | Jüdischer Friedhof (Werl-Büderich)                                  | Westbüderich nördlich Büdericher Bundesstraße Karte                 | |                                            |                  | 82              |
| BW                                             | Kämperstraße 2                                                      | Werl Kämperstraße 2 Karte                                           | |                                            |                  | 83              |
| Kämperstraße 35                                | Kämperstraße 35                                                     | Werl Kämperstraße 35 Karte                                          | |                                            |                  | 84              |
| weitere Bilder                                 | Kämperstraße 42                                                     | Werl Kämperstraße 42 Karte                                          | Das Haus besitzt einen Fachwerkerker auf geschwungenen Knaggen, durch Säulen gegliedert und mit reichem Schnitzwerk geschmückt. | laut Bezeichnung 1690                      |                  | 85              |
| weitere Bilder                                 | Elisabeth-Kinderheim                                                | Werl Kämperstraße 53 Karte                                          | |                                            |                  | 86              |
| weitere Bilder                                 | Kapelle auf der Gänsevöhde                                          | Werl Schützenstraße/Kapellenweg Karte                               | Die Marienkapelle ist ein verputztes Gebäude, das über einem achteckigen Grundriss errichtet wurde. Im Stifterwappen ist der Domherr zu Münster und Paderborn, Johann Heinrich von Gertzen genannt von Sintzig genannt. Bei einer Renovierung von 1880 bis 1883 wurden Strebepfeiler vorgesetzt und ein umlaufender Rundbogenfries vorgeblendet. Je eine rundbogige Tür wurde in beiden Schrägseiten an der Westseite eingebrochen. Der Dachreiter erhielt eine neue Gestaltung, die Glocke wurde 1679 gegossen. Der Altar im Innenraum erhebt sich mit gedrehten Säulen, er stammt aus der Bauzeit der Kapelle. | 1680                                       |                  | 87              |
| BW                                             | Kapelle Niederbergstraße                                            | Niederbergstraße Kapellenstraße 20 Karte                            | |                                            |                  | 88              |
| weitere Bilder                                 | Kapelle „Muttergottes in der Not“                                   | Werl Liebfrauenstraße Karte                                         | Das Gebäude wurde nach Plänen des Architekten Wilhelm Sunder-Plaßmann über einem gestreckten achteckigen Grundriss errichtet. Die neugotische Kapelle ist reich gegliedert und aus Grünsandstein gebaut. Das Gebäude steht an der Stelle eines Vorgängers. Die geschnitzte Pietà ist farbig gefasst, sie entstand in der Zeit um 1700 | 1900/1901                                  |                  | 89              |
| weitere Bilder                                 | Kapelle St. Josef Ostuffeln                                         | Werl Ostuffeln 9 Karte                                              | |                                            |                  | 90              |
| Wohnhaus Kämperstraße 59                       | Wohnhaus Kämperstraße 59                                            | Werl Kämperstraße 59 Karte                                          | |                                            |                  | 91              |
| weitere Bilder                                 | Fassade des Hauses Kunibertstraße 8                                 | Westbüderich Kunibertstraße 8 Karte                                 | |                                            |                  | 98              |
| Kirche St. Antonius Sönnern                    | Kirche St. Antonius Sönnern                                         | Sönnern Antoniusstraße 50 Karte                                     | |                                            |                  | 99              |
| weitere Bilder                                 | Wallfahrtsbasilika Mariä Heimsuchung (Werl)                         | Werl Walburgisstraße 37 Karte                                       | |                                            |                  | 100             |
| weitere Bilder                                 | Kirche St. Cäcilia                                                  | Westönnen Westönner Kirchstraße 26 Karte                            | Die katholische Pfarrkirche St. Cäcilia ist eine Basilika aus Grünsandstein, der Chor schließt außen gerade. Die Vorgängerkirche war ein romanisches Gebäude. Der Westturm ist eingezogen, auf dem Dach sitzt ein Dachreiter. Architekt war der preußische Baumeister Ernst Vincenz Plaßmann. Der Turmhelm wurde von 1877 bis 1878 aufgesetzt, Eine Umgestaltung des Innenraumes erfolgte in der Zeit von 1965 bis 1969, hierbei stand der Altarraum in Vordergrund. Die Kanzel aus Holz ist eine Arbeit vom Ende des 18. Jahrhunderts, die Figuren stammen aus dem ersten Viertel des 19. Jahrhunderts. | 1821                                       |                  | 101             |
| weitere Bilder                                 | Evangelische Kirche Hilbeck                                         | Hilbeck An der Hilbecker Kirche 1 Karte                             | Das romanische Kirchengebäude ist in Grünsandstein errichtet, es ist ein romanischer Saal. Der Turm steht an der Westseite. Das Mauerwerk ist zum Teil geschlämmt, der Chor des 14. Jahrhunderts schließt dreiseitig. Die In dieser Zeit wurden auch die Mauern des Langhauses erhöht. Das ursprünglich im Chor vorhandene Gewölbe wurde vor dem 19. Jahrhundert durch eine Balkendecke ersetzt. Die Fenster im Langhaus wurde 1883 vergrößert. Die Portale an der Nordseite sind vermauert, das Portal an der Westseite wurde später eingebrochen. 1883 wurde der Turm durch eine Doppelarkade zum Schiff hin geöffnet, die erforderliche Eisenstütze ist ummantelt. 1954 wurde die Westseite des Turmes neu verblendet, Die Wände der Turmobergeschosse sind durch Blendfenster und Rundbogenöffnungen gegliedert. Im Innenraum ruht ein profilierter Chorbogen auf Konsolen. Eingemauerte Wappenscheiben waren wohl ursprünglich Schlusssteine. Das Epitaph für Anna Margartha von Galen-Fridag ist gemalt und mit 1620 bezeichnet. Die Glocke wurde 1748 gegossen. | 12. Jahrhundert                            |                  | 102             |
| weitere Bilder                                 | Ehemalige Evangelische Johannes-Kirche                              | Werl Steinerstraße 50 Karte                                         | |                                            |                  | 103             |
| weitere Bilder                                 | Kirche St. Agatha Holtum                                            | Holtum Agathastraße 10 Karte                                        | |                                            |                  | 104             |
| weitere Bilder                                 | Kirche St. Kunibert                                                 | Westbüderich Kunibertstraße 5 Karte                                 | Das Gebäude aus Grünsandstein ist eine reich gegliederte neugotische Basilika, deren Chor polygonal schließt. Das Vorgängergebäude war eine romanische Gewölbebasilika, Architekt war Arnold Güldenpfennig. Die Freigeschosse des achteckigen Westturmes sind achteckig. Der Innenraum wird von Kreuzrippengewölben überspannt, die Ausstattung stammt überwiegend aus der Bauzeit. | 1863–1866                                  |                  | 105             |
| weitere Bilder                                 | Propsteikirche St. Walburga                                         | Werl Kirchplatz 1 Karte                                             | |                                            |                  | 106             |
| BW                                             | Kisastraße 18                                                       | Werl Kisastraße 18 Karte                                            | |                                            |                  | 107             |
| Haus von Fürstenberg                           | Haus von Fürstenberg                                                | Werl Kletterpoth 6 Karte                                            | Der ehemalige Burgmannshof war ehemals Besitz der Familie von Fürstenberg. Das Gebäude zu sieben Achsen ist mit einem Walmdach gedeckt, über den Mittelachsen befinden sich Zwerchhäuser. 1982 fand eine umfassende Sanierung und Erneuerung statt. | 1830, anstelle eines Vorgängergebäudes.    |                  | 108             |
| Ehemalige Remise                               | Ehemalige Remise                                                    | Werl Kletterpoth 6 Karte                                            | |                                            |                  | 109             |
| BW                                             | Kletterstraße 13                                                    | Ostbüderich Kletterstraße 13 Karte                                  | |                                            |                  | 110             |
| BW                                             | Klostergartenmauer                                                  | Werl Steinergraben Karte                                            | |                                            |                  | 111             |
| Klosterstraße 2                                | Klosterstraße 2                                                     | Werl Klosterstraße 2 Karte                                          | |                                            |                  | 112             |
| weitere Bilder                                 | Krämergasse 1                                                       | Werl Krämergasse 1 Karte                                            | |                                            |                  | 113             |
| weitere Bilder                                 | Krämergasse 2                                                       | Werl Krämergasse 2 Karte                                            | Das Gebäude besitzt einen vorkragenden Speicherstock. | Im Kern wohl im 17. Jahrhundert errichtet. |                  | 114             |
| weitere Bilder                                 | Krämergasse 3                                                       | Werl Krämergasse 3 Karte                                            | |                                            |                  | 115             |
| weitere Bilder                                 | Krämergasse 4                                                       | Werl Krämergasse 4 Karte                                            | |                                            |                  | 116             |
| weitere Bilder                                 | Krämergasse 6                                                       | Werl Krämergasse 6 Karte                                            | |                                            |                  | 117             |
| weitere Bilder                                 | Krämergasse 8                                                       | Werl Krämergasse 8 Karte                                            | |                                            |                  | 118             |
| weitere Bilder                                 | Krumme Straße 1                                                     | Werl Krumme Straße 1 Karte                                          | |                                            |                  | 119             |
| weitere Bilder                                 | Krumme Straße 2                                                     | Werl Krumme Straße 2 Karte                                          | |                                            |                  | 120             |
| Krusestraße 5                                  | Krusestraße 5                                                       | Westbüderich Krusestraße 5 Karte                                    | |                                            |                  | 121             |
| BW                                             | Lindenstraße 5                                                      | Holtum Lindenstraße 5 Karte                                         | |                                            |                  | 122             |
| Luigsmühle                                     | Luigsmühle                                                          | Oberbergstraße An Luigsmühle Karte                                  | |                                            |                  | 123             |
| weitere Bilder                                 | Marienstraße 4                                                      | Werl Marienstraße 4 Karte                                           | |                                            |                  | 124             |
| weitere Bilder                                 | Marienstraße 6                                                      | Werl Marienstraße 6 Karte                                           | |                                            |                  | 125             |
| weitere Bilder                                 | Marienstraße 11/Ecke Liebfrauenstraße                               | Werl Marienstraße 11 Karte                                          | |                                            |                  | 126             |
| weitere Bilder                                 | Haus von Papen                                                      | Werl Marktstraße 3 Karte                                            | Das Haus von Papen ist ein ehemaliger Erbsälzerhof, es handelt sich hier um einen Putzbau unter einem Walmdach. Das Sockelgeschoss ist durch etliche Fenster gegliedert, an der Westseite befindet sich eine zweiarmige Freitreppe. Ursprünglich handelte es sich bei diesem Haus vermutlich um eine Dreiflügelanlage, die um 1730 anstelle eines Vorgängergebäudes errichtet wurde. Der kleine Hof wurde später mit einem eingeschossigen Anbau geschlossen. In den Innenräumen sind reich geschmückte Stuckdecken aus der Bauzeit erhalten. Das Gebäude wurde 1980 umfangreich saniert. Der ehemalige Reichskanzler Franz von Papen wurde hier geboren. | um 1730                                    |                  | 127             |
| weitere Bilder                                 | Gaststätte Im Winkel                                                | Werl Marktstraße 12 Karte                                           | |                                            |                  | 128             |
| weitere Bilder                                 | Goldschmiede Stampfer                                               | Werl Marktstraße 14 Karte                                           | |                                            |                  | 129             |
| BW                                             | Meilenstein                                                         | Westönnen Westönner Bundesstraße Karte                              | |                                            |                  | 130             |
|                                                | Meilenstein                                                         | Werl Soester Straße                                                 | |                                            |                  | 131             |
| Melstergraben 47                               | Melstergraben 47                                                    | Werl Melstergraben 47 Karte                                         | |                                            |                  | 132             |
| Melstergraben 38                               | Melstergraben 38                                                    | Werl Melstergraben 38 Karte                                         | |                                            |                  | 133             |
| Melsterstraße 14                               | Melsterstraße 14                                                    | Werl Melsterstraße 14 Karte                                         | Der Putzbau von sieben Achsen war ehemals das Wohnhaus der Erbsälzerfamilie von Lilien. Das Gebäude ist mit einem Krüppelwalmdach gedeckt. Die Freitreppe an der Nordseite zeigt das Wappen der späteren Besitzerfamilie Wiemer. | nach einer Bezeichnung 1769                |                  | 134             |
| Wohnhaus und Nebengebäude Melsterstraße 20     | Wohnhaus und Nebengebäude Melsterstraße 20                          | Werl Melsterstraße 20 Karte                                         | |                                            |                  | 135             |
| BW                                             | Neuergraben 6 und 7                                                 | Werl Neuergraben 6 und 7 Karte                                      | |                                            |                  | 137             |
| BW                                             | Neuergraben 9                                                       | Werl Neuergraben 9 Karte                                            | |                                            |                  | 139             |
| BW                                             | Neuergraben 10                                                      | Werl Neuergraben 10 Karte                                           | |                                            |                  | 140             |
| BW                                             | Neuergraben 14                                                      | Werl Neuergraben 14 Karte                                           | |                                            |                  | 141             |
| weitere Bilder                                 | St.-Ursula-Stift                                                    | Werl Neuerstraße 11 Karte                                           | |                                            |                  | 142             |
| weitere Bilder                                 | Neuerstraße 12                                                      | Werl Neuerstraße 12 Karte                                           | Ehemalige Marienfelder Vogtei | 1555                                       |                  | 143             |
| weitere Bilder                                 | Neuerstraße 20                                                      | Werl Neuerstraße 20 Karte                                           | Der massive Putzbau von sieben Achsen unter einem Walmdach wurde in der Mitte des 18. Jahrhunderts für den Bürgermeister Kaspar Anton Tyrell errichtet. Das Gebäude wird heute von der von Mellin'schen Stiftung genutzt. Ende des 20. Jahrhunderts wurde der Giebel rekonstruiert und die jüngeren Dachgauben wurden entfernt. | Mitte des 18. Jahrhunderts                 |                  | 144             |
| weitere Bilder                                 | Neuerstraße 18                                                      | Werl Neuerstraße 18 Karte                                           | |                                            |                  | 145             |
| weitere Bilder                                 | Neuerstraße 26                                                      | Werl Neuerstraße 26 Karte                                           | |                                            |                  | 146             |
| BW                                             | Oststraße 9                                                         | Westönnen Oststraße 9 Karte                                         | |                                            |                  | 147             |
| BW                                             | Ostuffeln 9                                                         | Werl Ostuffeln 9 Karte                                              | |                                            |                  | 148             |
| BW                                             | Renteigebäude mit Gräftenring                                       | Werl Ostuffeln 9 Karte                                              | |                                            |                  | 149             |
| BW                                             | Scheune                                                             | Werl Ostuffeln Karte                                                | |                                            |                  | 150             |
| weitere Bilder                                 | Propstei Werl                                                       | Werl Kirchplatz 4 Karte                                             | Das Gebäude steht inmitten eins von einer Bruchsteinmauer umfriedeten Gartens. Die Wände des Putzbaus unter Walmdach sind durch Steinpfostenfenster gegliedert. Die Innenräume wurden mehrfach umgebaut. | nach Bezeichnung 1689.                     |                  | 151             |
| BW                                             | Wohnhaus Salzstraße 14                                              | Werl Salzstraße 14 Karte                                            | |                                            |                  | 152             |
| Salzstraße 11                                  | Salzstraße 11                                                       | Werl Salzstraße 11 Karte                                            | |                                            |                  | 153             |
| weitere Bilder                                 | Schloss Werl                                                        | Werl Schloßstraße Karte                                             | |                                            |                  | 154             |
| Stadtmauerrest Kisastraße/Neuergraben          | Stadtmauerrest Kisastraße/Neuergraben                               | Werl                                                                | |                                            |                  | 155             |
|                                                | Stadtwallrest Melster-/Grafenstraße (Judenfriedhof)                 | Werl Melster-/Grafenstraße                                          | |                                            |                  | 156             |
| Steinergraben 34, Ecke Sponnierstraße          | Steinergraben 34, Ecke Sponnierstraße                               | Werl Steinergraben 34 Karte                                         | |                                            |                  | 157             |
| Steinergraben 54                               | Steinergraben 54                                                    | Werl Steinergraben 54 Karte                                         | |                                            |                  | 158             |
| Steinergraben 92                               | Steinergraben 92                                                    | Werl Steinergraben 92 Karte                                         | |                                            |                  | 159             |
| Steinerstraße 2                                | Steinerstraße 2                                                     | Werl Steinerstraße 2 Karte                                          | |                                            |                  | 160             |
| BW                                             | Steinerstraße 27                                                    | Werl Steinerstraße 27 Karte                                         | |                                            |                  | 161             |
| Steinerstraße 28                               | Steinerstraße 28                                                    | Werl Steinerstraße 28 Karte                                         | Ehemaliger jüdischer Betraum, der verputzte, teilweise unterkellerte Bau steht über einem nahezu quadratischem Grundriss. Eine Inschrift in deutscher und hebräischer Schrift befindet sich über dem Eingang. Bis zur Errichtung der Werler Synagoge im Jahr 1811, nutze die jüdische Gemeinde das Gebäude. | 1740                                       |                  | 162             |
| Steinerstraße 36 ("Bötel")                     | Steinerstraße 36 ("Bötel")                                          | Werl Steinerstraße 36 Karte                                         | |                                            |                  | 163             |
| BW                                             | Steinerstraße 39                                                    | Werl Steinerstraße 39 Karte                                         | |                                            |                  | 164             |
| weitere Bilder                                 | Steinerstraße 43                                                    | Werl Steinerstraße 43 Karte                                         | Ehemaliges Ackerbürgerhaus mit Hofdurchfahrt. Erkennbar ist rechts am Gebäude noch der Torbogen der ehemaligen Hofdurchfahrt. Eine Besonderheit ist der steinerne linke Gebäudesockel aus verputztem Grünsandstein. | ca. 18. Jahrhundert                        |                  | 165             |
| Speichergebäude Steinergraben                  | Speichergebäude Steinergraben                                       | Werl Steinerstraße 47 Karte                                         | |                                            |                  | 166             |
| weitere Bilder                                 | Villa Wulf                                                          | Werl Steinerstraße 48 Karte                                         | |                                            |                  | 167             |
| BW                                             | Totengedenkstätte an der Allener Straße                             | Hilbeck Allener Straße Karte                                        | |                                            |                  | 168             |
| BW                                             | Twittenstraße 32                                                    | Holtum Twittenstraße 32 Karte                                       | |                                            |                  | 169             |
| BW                                             | Twittenstraße 65                                                    | Holtum Twittenstraße 65 Karte                                       | |                                            |                  | 170             |
| Unnaer Straße 23                               | Unnaer Straße 23                                                    | Werl Unnaer Straße 23 Karte                                         | |                                            |                  | 171             |
| weitere Bilder                                 | Walburgahaus                                                        | Werl Kirchplatz 2 Karte                                             | Nach einer Bezeichnung wurde der Putzbau 1558 errichtet, er diente früher als städtische Realschule. Die Innenräume wurden mehrfach umgestaltet, eine umfassende Sanierung und Erweiterung nach Süden erfolgte 1982. Der südliche Giebel ist mit einem Firstaufsatz versehen, im Erdgeschoss befinden sich auf der dem Platz zugewandten Seite Steinpfostenfenster. Das ehemalige Portal in der Nordseite ist vermauert und dient als Figurennische. Am Sturz sind das Stadtwappen, sowie die Bezeichnung des Baujahres zu sehen. | 1558                                       |                  | 172             |
| weitere Bilder                                 | Amtsgericht                                                         | Werl Walburgisstraße 45 Karte                                       | |                                            |                  | 174             |
| weitere Bilder                                 | Marien-Apotheke                                                     | Werl Walburgisstraße 52 Karte                                       | |                                            |                  | 175             |
| BW                                             | Hof Mönnighoff Werler Straße 93                                     | Hilbeck Werler Straße 93 Karte                                      | |                                            |                  | 176             |
| BW                                             | Werler Straße 95                                                    | Hilbeck Werler Straße 95 Karte                                      | |                                            |                  | 177             |
| Westönner Bachstraße 3                         | Westönner Bachstraße 3                                              | Westönnen Westönner Bachstraße 3 Karte                              | |                                            |                  | 178             |
| BW                                             | Westönner Kirchstraße 6                                             | Westönnen Westönner Kirchstraße 6 Karte                             | |                                            |                  | 179             |
| BW                                             | Westönner Kirchstraße 8                                             | Westönnen Westönner Kirchstraße 8 Karte                             | |                                            |                  | 180             |
| weitere Bilder                                 | Windmühle                                                           | Werl Neheimer Straße 51/53 Karte                                    | |                                            |                  | 181             |
| BW                                             | Wickeder Straße 1                                                   | Werl Wickeder Straße 1 Karte                                        | |                                            |                  | 182             |
| BW                                             | Wickeder Straße 14                                                  | Werl Wickeder Straße 14 Karte                                       | |                                            |                  | 183             |
| BW                                             | Wickeder Straße 14 (Westuffeln)                                     | Werl Wickeder Straße 14 Karte                                       | |                                            |                  | 184             |
| BW                                             | Ehemaliges Schulgebäude                                             | Werl Wickeder Straße 14 Karte                                       | |                                            |                  | 185             |
| Haus Hedwig-Dransfeld-Straße 21                | Haus Hedwig-Dransfeld-Straße 21                                     | Werl Hedwig-Dransfeld-Straße 21 Karte                               | |                                            |                  | 186             |
| BW                                             | Wohnhaus Steinerstraße 64                                           | Werl Steinerstraße 64 Karte                                         | |                                            |                  | 187             |
|                                                |                                                                     | Werl Steingraben 19 Kletterpoth 11 Karte                            | |                                            |                  | 188             |
| Krusestraße 3                                  | Krusestraße 3                                                       | Westbüderich Krusestraße 3 Karte                                    | |                                            |                  | 189             |
| Bahnhofsempfangsgebäude Werl                   | Bahnhofsempfangsgebäude Werl                                        | Werl Bahnhofstraße 1 Karte                                          | |                                            |                  | 190             |
| BW                                             | Ackerbürgerhaus Neuergraben 3                                       | Werl Neuergraben 3 Karte                                            | |                                            |                  | 191             |
| BW                                             | Wohnhaus Neuergraben 16                                             | Werl Neuergraben 16 Karte                                           | |                                            |                  | 192             |
| Wohnhaus In der Merge 17                       | Wohnhaus In der Merge 17                                            | Westbüderich In der Merge 17 Karte                                  | |                                            |                  | 193             |
| Wohnhaus Westönner Kirchstraße 18              | Wohnhaus Westönner Kirchstraße 18                                   | Westönnen Westönner Kirchstraße 18 Karte                            | |                                            |                  | 194             |
| Gaststätten- und Wohngebäude Schützenstraße 2  | Gaststätten- und Wohngebäude Schützenstraße 2                       | Werl Schützenstraße 2 Karte                                         | |                                            |                  | 195             |
| weitere Bilder                                 | Lohmühle bei Schloss Lohe                                           | Westönnen Haus Lohe 8 Karte                                         | |                                            |                  | 196             |
| weitere Bilder                                 | Bahnhofsempfangsgebäude mit Güterschuppen und Stellwerk             | Westönnen Weststraße 79 Karte                                       | |                                            |                  | 197             |
| BW                                             | Speicher auf dem Hof Geining (Stolle)                               | Hilbeck Höhenweg 1 Karte                                            | |                                            |                  | 198             |
| BW                                             | Am Rykenberg 5                                                      | Werl Am Rykenberg 5 Karte                                           | |                                            |                  | 199             |
| BW                                             | Speicher In Westhilbeck                                             | Hilbeck In Westhilbeck 21 Karte                                     | |                                            |                  | 200             |
| Hofanlage Lindfeldweg 2                        | Hofanlage Lindfeldweg 2                                             | Hilbeck Lindfeldweg 2 Karte                                         | |                                            |                  | 201             |
| Wohnhaus                                       | Wohnhaus                                                            | Westönnen Westönner Bachstraße 2 Karte                              | |                                            |                  | 203             |
| BW                                             | Grabstein des Johann Theodor Fickermann                             | Werl Parkfriedhof Werl Karte                                        | Klassizistischer Grabstein mit 12 Sternen. Rest einer ehemaligen Familiengruft. Johann Theodor Fickermann war von 1823 bis 1837 Bürgermeister von Werl |                                            | 1992             | 205             |
| Büdericher Bundesstraße 35 (nördliche Haustür) | Büdericher Bundesstraße 35 (nördliche Haustür)                      | Westbüderich Büdericher Bundesstraße 35 Karte                       | |                                            |                  | 206             |
| weitere Bilder                                 | Justizvollzugsanstalt Werl                                          | Werl Langenwiedenweg 46 Karte                                       | Das vierflügelige, viergeschossige kreuzförmig angeordnete Gebäude wurde in panoptischer Anordnung errichtet. In den darauf folgenden Jahrzehnten erfolgten etliche Um- und Anbauten. Der südwestliche Flügel ist verkürzt, die Anstaltskirche besitzt einen querrechteckigen, eingezogenen Turm. Wirtschafts- und Arbeitshäuser stehen am Rand der Anlage. Die Außenwände sind durch den Wechsel von Putzflächen und Backsteinsichtigem Mauerwerk gegliedert. Im Außenbereich stehen entlang der Mauer zweigeschossige, verputzte Häuser für den Direktor und Bedienstete. Diese Bauten auf Sockeln aus Grünsandstein sind vom Heimatschutzgedanken beeinflusst, teilweise tragen sie in Fachwerk gehaltene Obergeschosse. | 1905–1908                                  |                  | 207             |
| BW                                             | Verwaltungs-, Wohn- und Wohlfahrtsgebäude der Fa. Union Fröndenberg | Werl Soester Straße 51–55 Karte                                     | |                                            |                  | 208             |
| Ehemaliges Franziskushaus                      | Ehemaliges Franziskushaus                                           | Werl Engelhardstraße 7 Karte                                        | | um 1912                                    |                  | 209             |
| BW                                             | Hohes Kreuz                                                         | Werl Bergstraßer Weg Karte                                          | |                                            |                  | 210             |
| BW                                             | Steinerstraße 66                                                    | Werl Steinerstraße 66 Karte                                         | |                                            |                  | 211             |
|                                                | Schornsteinstumpf im Kurgarten                                      | Werl Kurgarten Werl                                                 | |                                            |                  | 212             |
| BW                                             | Altes Schwesternhaus (Vinzenzhaus)                                  | Westbüderich Friedrichstraße 2 Karte                                | |                                            |                  | 213             |
| Ehemaliger Speicher                            | Ehemaliger Speicher                                                 | Sönnern Westenstraße 13 Karte                                       | |                                            |                  | 214             |
|                                                | Grabstätte Wulf Parkfriedhof                                        | Werl Parkfriedhof Friedhofsweg 1                                    | |                                            |                  | 215             |
| weitere Bilder                                 | Wirtschaftsgebäude Lohe                                             | Westönnen Haus Lohe 2 Karte                                         | |                                            |                  | 216             |
| BW                                             | Wohn- u. Wirtschaftsgebäude                                         | Budberg Michaelstraße 26 Karte                                      | |                                            |                  | 217             |
|                                                | Walburgisschule                                                     | Werl Paul-Gerhardt-Straße 17                                        | |                                            |                  | 218             |
| weitere Bilder                                 | Ehemaliges Franziskanerkloster                                      | Werl Klosterstraße 17 Karte                                         | |                                            |                  | 219             |